# Ewa Da Cruz
Ewa Da Cruz (Noorwegen, 9 juni 1977) is een Amerikaans actrice en model. Da Cruz is half Noors en half Egyptisch. Haar artiestennaam is Portugees, de naam die ze bij haar geboorte meekreeg is Ewa Skulstad of Ewa Benedicte Övre Skulstad.

## Modellencarrière
Op haar 8ste begon Da Cruz met haar modellencarrière in Noorwegen. Ze deed commercials, covers en modeshows. Ze heeft ook een naaktshoot gedaan voor Noorse Playboy Magazine en was in mei 1999 Playmate van de maand. Verder verscheen ze nog in tijdschriften als Shape-Up, KK, Det Nye en Mascara.

## Acteercarrière
Da Cruz verhuisde naar New York in 2002 en meldde zich aan bij de American Academy of Dramatic Arts. Hiervoor slaagde ze in 2004.
In de periode van 2004-2005 werd ze geselecteerd om lid te worden van de American Academy of Dramatic Arts Theater Company.
Da Cruz heeft meegewerkt aan verschillende films zoals Bella, Kettle of Fish, Sex and Sushi, Dice, Charlie, Abingdon en I Think I Thought.
Het bekendst is ze geworden met haar rol als Vienna Hyatt in de populaire Amerikaanse soapserie As the World Turns.

## Ander werk
Da Cruz is freelance journaliste en heeft maandelijkse columns in de Noorse uitgaven van de Mascara en Cosmopolitan.

## Prijzen
- In 2007 won ze 'Een van de mooiste soapvrouwen' in Soap Opera Digest.
- In 2007 won ze, genomineerd door Soap Opera Digest, de meest sexy nieuwkomer van As The World Turns.
- In 2007, op Soap Central, won ze de Dankies voor 'Uitmuntende special guest of terugkerende rol.
- Verder was ze in 2007-2008 voor de volgende Dankies genomineerd: Beste vrouwelijk bijrol, beste nieuwkomer, favoriete on screen koppel/duo, uitmuntende allround performer en Meest aantrekkelijke vrouwelijke Ster. Die laatste won ze.